# Der Bücherdrache
Der Bücherdrache ist ein 2019 erschienener Roman von Walter Moers. Wie seine Vorgänger spielt er auf dem fiktiven Kontinent Zamonien und knüpft lose an die Ereignisse aus den ersten beiden Teilen der Buchhaim-Trilogie an. Erneut gibt sich Moers nur als Übersetzer des Romanes aus, während er die Autorenschaft dem fiktiven Schriftsteller Hildegunst von Mythenmetz zuschreibt.

## Inhalt
Der Roman besteht aus einer Erzählung des Buchlings Hildegunst von Mythenmetz, meistens Mythenmetz II genannt, an sein Vorbild, den Schriftsteller Hildegunst von Mythenmetz. In der Stadt der Träumenden Bücher wurde erklärt, dass das Volk der Buchlinge jedem Neugeborenen einen zamonischen Schriftsteller zuordnet. Von ihm erhält er nicht nur seinen Namen, sondern dient dieser auch als Vorbild und seine Werke sind wesentlicher Bestandteil des Lebens des Buchlings. Zeitlich ist der Roman nach den Ereignissen von dem Labyrinth der Träumenden Bücher angesiedelt, er spielt in den Katakomben von Buchhaim, allerdings nicht in der zu diesem Zeitpunkt bereits zerstörten ledernen Grotte.
Der Buchling berichtet davon, wie ihm im Schulunterricht von der Legende des Bücherdrachen erzählt wird. Dabei soll es sich um ein Wesen handeln, welches in den Katakomben lebt, sich jahrhundertelang in einem Sud aus verrottenden Büchern und Orm (die magische Kraft, die Schriftstellern zu ihren Meisterleistungen verhilft) gewälzt hat und deshalb geradewegs von Weisheit und Wissen strotzt. Als Hausaufgabe sollen die Schüler sich eine Frage erdenken, welche sie dem Drachen stellen würden. Nach der Schule trifft er auf eine Gruppe älterer Mitschüler, welche die Legende weiter anfeuern und behaupten, den Drachen bereits selber getroffen zu haben. Die Frage, die sich Mythenmetz erdacht hat, beschreiben sie als eine geniale Drachenfrage. Außerdem berichten sie von einer Geheimorganisation unter den Buchlingen, den Ormlingen, welcher sie angehören und bestätigen, dass die Legende vom Bücherdrachen wahr ist. Sie fordern Hildegunst II heraus, den Bücherdrachen zu suchen und damit in den Kreis der Ormlinge aufgenommen zu werden. Voller jugendlichem Leichtsinn macht er sich unverzüglich auf, ohne Gepäck oder Proviant, allerdings mit einer detaillierten Wegbeschreibung seiner Klassenkameraden, den Bücherdrachen zu finden. Ziel der Reise ist es einerseits, ihm seine Frage zu stellen, außerdem eine Schuppe zu stehlen und damit das Erfüllen seiner Mutprobe zu beweisen.
Überraschend einfach und zielstrebig gelangt Mythenmetz zu dem Ormsumpf, in welchem ihm auch unmittelbar der Bücherdrache begegnet. Dieser scheint auch gar nicht um ein Gespräch verlegen zu sein, in welchem er ausgiebig seine Lebensgeschichte erzählt. Sie beginnt damit, dass er in seiner Jugend als wilder und freier Drache an der Oberfläche von Zamonien lebte. Zwar gefielen ihm viele der drachentypischen Handlungen nicht, wie der Verzehr von Jungfrauen oder das Belagern von Städten, doch tat er sie trotzdem, um das Klischee zu erfüllen. Dies sorgte bald dafür, dass er den Zorn der Siedler auf ihn lenkte und diese ihm mit Gewalt oder vergiftetem Trinkwasser nach dem Leben trachteten. Um seine Ruhe zu haben, beschloss er sich für eine Weile in die Unterwelt zurückzuziehen. Er gewöhnte sich schnell an das entspannte Leben in der Unterwelt, streifte viel umher und gelangte so in die Katakomben von Buchhaim, und der große Vorrat an Nahrung und Wasser sorgte dafür, dass er im Ormsumpf blieb. Dort schlief er gezwungenermaßen in einem Bett aus Büchern, welche in seinen Schuppen verharzten und so nicht nur ein neues Schuppenkleid bildeten, sondern auch seine Intelligenz enorm steigerten. Es schien, als würde er das Geschriebene durch seine Haut aufnehmen. Gleichzeitig fing er auch an, mit seinen gelegentlichen Besuchern ausgiebige Gespräche zu führen. Dies führte dazu, dass mehr und mehr Besucher zu ihm kamen, anfangs noch Wissenschaftler und Abenteurer, später auch Politiker und Herrscher, die um seinen Rat baten. Eine Wendung trat ein, nachdem eine Gruppe Wissenschaftler eine seiner Schuppen untersuchten und herausfand, dass ein aus ihr gewonnenes Pulver sowie sein Blut zu einem Ormrausch führte, welcher mit der Niederschrift unglaublicher Literatur einherging. Als diese Information publik wurde, brach eine Art Goldrausch auf die Schuppen des Drachen aus. Darauf reagierte der Drache mit Gewalt, er tötete die meisten Jäger, nur wenige ließ er überleben. Schnell führte dies zu einer erneuten Einsamkeit des Drachen, in der er sich zum Zeitpunkt der Geschichte noch befindet.
Mythenmetz II stellt ihm am Ende der Erzählung seine vorbereitete Frage, warum der Drache selber kein Dichter sei. Er antwortet erst ausweichend, dann sagt er, dass ihm der Wahnsinn fehlt, um als Dichter zu funktionieren. Allerdings stellt sich in dem Gespräch raus, dass Mythenmetz selber eigentlich sehr gerne Schriftsteller wäre. Außerdem gibt der Drache, vom Orm durchflossen, noch eine Prophezeiung zugute, die weder er noch der Buchling versteht. Als dann die Sprache auf die Schuppe kommt, die Mythenmetz noch stehlen soll, wird klar, dass der Drache nicht vor hat, ihn laufen zu lassen, stattdessen ihn zu töten. Allerdings macht er dies nicht sofort, er nimmt ihn erst einmal in seinem Maul gefangen und legt sich so schlafen.
Hoffnung für den Buchling kommt kurz darauf in Form seiner Mitschüler. Gemeinsam versuchen sie ihn aus der misslichen Lage zu befreien. Sie stecken den Schwanz des Monsters in sein eigenes Maul, um so seinen Alptraum zu simulieren, dass er sich selber auffrisst. Als Nächstes ziehen sie ihm eine seiner wertvollen Schuppen aus dem Panzer. Gleichzeitig beißt Mythenmetz ihm auf die Zunge, was dazu führt, dass der Drache ihn im hohen Bogen ausspuckt und erwacht, und voller Wut jagt er die Gruppe durch die Grotte. Diesen gelingt die Flucht nur, da sie spontan herausfinden, dass Buchlinge nicht nur überraschend gut schwimmen und tauchen können, sondern auch unter Wasser atmen können. So flüchten sie durch unterirdische Tunnel zurück in die Sicherheit der ledernen Grotte. Während der Flucht versucht der Bücherdrache noch, Mythenmetz umzustimmen, und ihn davon zu überzeugen, dass sie gemeinsam großartige Schriftsteller werden könnten.
Am Ende des Buches deutet Hildegunst von Mythenmetz (der Schriftsteller) an, dass er die ganze Geschichte nur geträumt hat.

## Stil
Dem eigentlichen Roman ist ein kurzer, mehrseitiger Comic mit einem Traumgespräch von Hildegunst von Mythenmetz voran sowie hintenan gesetzt. Darüber hinaus ist der Roman umfangreich vom Autor selber illustriert.
In dem Buch werden, wie es für Moers üblich ist, erneut viele Anagramme in den Namen der Charaktere benutzt. So heißen die Mitschüler nach griechischen Dichtern, beispielsweise Estrakos statt Sokrates oder Eliastrotes statt Aristoteles und werden als die Klassiker bezeichnet. Der Bücherdrache hingegen enthält Namen wie Nathaviel, Elivathan oder Thanaviel, welche alle Anagramme zu Leviathan darstellen.
Da nicht klar herauskommt, ob das Gespräch wirklich stattgefunden hat, und damit auch die Erlebnisse von Mythenmetz II eher fragwürdig (innerhalb der Welt von Zamonien) als wahr genannt werden können, ist dieses Buch am ehesten in die Reihe der zamonischen (Kunst)Märchen einzuordnen, zusammen beispielsweise mit Ensel und Krete oder Prinzessin Insomnia & der alptraumfarbene Nachtmahr. Dafür spricht auch die in sich verschachtelte Erzählstruktur: Hier schreibt der Schriftsteller Mythenmetz von einem Gespräch mit Hildegunst II, in dem er ihm im Wesentlichen eine Geschichte erzählt, welche zu einem Großteil aus den Erzählungen des Bücherdrachen Nathaviel besteht. Diese Erzählform wird bei Kunstmärchen häufig benutzt, beispielsweise bei denen aus Tausendundeiner Nacht.

## Hintergrund
Das Buch, welches der neunte Roman des Schriftstellers ist, der auf Zamonien spielt, kann als weiterer Platzhalter gesehen werden. Eine erste Ankündigung gab es rund ein halbes Jahr vor seinem Erscheinen in Form einer Leseprobe in der Taschenbuchausgabe von Prinzessin Insomnia & der alptraumfarbene Nachtmahr im Oktober 2018. Währenddessen sind andere Bücher wie Die Insel der Tausend Leuchttürme oder vor allen Dingen Das Schloss der träumenden Bücher bereits seit Langem angekündigt und wurden bereits mehrmals verschoben. Allerdings enthält Der Bücherdrache in der Erstausgabe bereits eine zwanzigseitige Leseprobe inklusive Illustrationen des Buches Die Insel der Tausend Leuchttürme.

## Rezeption
Das Buch erreichte in der zweiten Woche nach Erscheinen Platz eins der Spiegel-Bestseller-Liste und hielt sich insgesamt neun Wochen in den Top 10.
Die Rezensionen fielen im Großen und Ganzen positiv aus. Häufig wurde erwähnt, dass nach dem sehr kurzen Buch Weihnachten auf der Lindwurmfeste nun wieder ein etwas umfangreicherer und griffigerer Roman erschien. Dieser spielt nun wieder in den bei den Fans beliebten Katakomben von Buchhaim. Ein Kritikpunkt sind die anfängliche langsame Erzählweise und die etwas zu kurz geratenen Beschreibungen der Umgebung.

### Textausgaben
- Der Bücherdrache. Penguin, München 2019, ISBN 978-3-328-60064-0. Gebundene Ausgabe.

### Hörbuch
- Der Bücherdrache. Der Hörverlag, München 2019, ISBN 978-3-8445-3323-1, gelesen von Andreas Fröhlich.